# ジョゼフ・コニー
ジョゼフ・コニー (Joseph Kony, 1962年 - ) は、
ウガンダの反政府勢力神の抵抗軍 (LRA) の指導者。霊媒であると主張し、聖書と十戒に基づく神政政権の樹立を掲げ、ウガンダ北部を中心として1987年以降残虐行為を伴い、また少年兵を使ってゲリラ闘争を続けている。

## 生い立ちと神の抵抗軍の結成
コニーは母ノラ・アネク・オティングの子としてアチョリ地方西部グル県のオデクの村でアチョリ族の母子家庭に生まれた。父親については一切知らないと語っている。
高校で落第したコニーが初めて頭角を顕したのは1987年1月、26歳の時だった。コニーはラクウェナと名乗ったアリス・アウマの聖霊運動の影響でアチョリ地方で盛んとなった前千年王国運動の一つに参加していた。1986年に「ブッシュ戦争」がヨウェリ・ムセベニと国民抵抗軍 (NRA) によりアチョリ族出身のティトー・オケロ大統領を倒して終わると、アチョリの影響力の相対的な低下に対する憤りから北部で紛争が起った。
当初コニーのグループは統一聖救世軍 (UHSA)と名乗っており、NRA にとって脅威ではなかったが、1988年までにNRAとウガンダ人民民主軍 (UPDA) の停戦による残党の合流と少年兵の徴発により UHSA は侮れない抵抗軍となった。UPDAの残党のオドン・ラテク司令官などはそれまでの十字隊列での突撃や聖水の使用等の試みに反対し、通常の戦略を用いるようにコニーを説得した。UHSAはNRAに対し小さいながら幾つかの勝利を得た。これに対しNRAは政治的な対応と北部作戦と名付けられた軍事作戦でUHSAの勢力を減退させた。
1992年までにコニーは軍勢を統一民主キリスト教軍に改名した。そしてこの頃44人の女学生を誘拐した。

## テロ組織認定まで
1993年からコニーは組織名を現在の神の抵抗軍 (LRA) に改めた。北部作戦で壊滅し数千人規模から数百人規模となったLRAは、NRAの協力者と住民に報復攻撃を続けた。
和平担当大臣のベティ・オイェラ・ビゴンベと数度会談したのも、この時期であった。ビゴンベが最後にあった時に部下は油や灰を塗って弾や悪霊を避けていた。また手紙で会談の日程について決める際に聖霊と相談すると書いていた。会談を始める際にはLRAの宗務責任者のジェナロ・ボンゴミが祈りを始めた。1994年の最後の会談時にも聖水を撒く男と共に現れた
。
1994年スーダンのオマル・アル＝バシール政権の支援を受け暴力が増大した。1996年から2001年まで様々な国際団体がコニーとLRAによるこどもの誘拐を終わらせようと試みた。誘拐や強姦、少年兵などの市民の犠牲は難民キャンプにも及んだ。
現在のウガンダ国軍であるウガンダ人民国防軍 (UPDF) は、コニーを反乱者として殺害しようと試み続けた。だが、UPDFは現大統領ヨウェリ・ムセベニが反政府組織として結成した国民抵抗軍 (NRA) を前身としており、かつては程度の差こそあれ、NRAもLRAと同様の行為を行っていたことが国際的に批判されている。

## ICCによる起訴
2005年10月6日、国際刑事裁判所 (ICC) は署名付きの告発を受け人道に対する罪によってLRAの幹部5人に逮捕状が発給されたと発表した。これは初めてICCが発行した逮捕状だった。翌日ウガンダの国防相アママ・ムババジは対象者がコニーと副官のビンセント・オッティ、ラスカ・ルクウィヤ、オコト・オディアンボ、ドミニク・オングウェンの3司令官であると認めた。後に、軍の広報官によれば、ルクウィヤは2006年8月12日にウガンダ軍に殺害された
。

1週間後の10月13日ICCの主任検察官ルイス・モレノ＝オカンポはコニーの起訴状の詳細を公表した。33の罪状が挙げられ、うち13が殺人や奴隷化、性奴隷化、強姦などの人道に対する罪であった。別の21は殺人、市民への過酷な扱い、故意の市民への攻撃の指示、略奪、強姦、少年兵の徴発などの戦争犯罪である。オカンポは
「コニーは少女たちを指揮官の報酬にするために誘拐した。」
と述べた。2006年6月1日にはICCから要請を受けた国際刑事警察機構（ICPO）が国際手配を行った。
コニーの妻については様々な説が流れている。ほとんどが誘拐された少女で27人から50人の範囲である。2007年までのLRAによる推定の被誘拐者の総数は6万人である。

2012年3月23日にはアフリカ連合がコニーの捜索を開始した。2012年5月14日、ウガンダ軍はシーザー・アチェラムLRA司令官を拘束したと発表した。
2017年、アメリカとウガンダ当局は、LRAは100人程度にまで減少しており、コニーはもはや脅威ではないとして捜索を終了した。
2022年11月、ICCの検察官はコニーの起訴を要求した。
2022年時点で、コニーは部下らと共にスーダンのダルフールに潜伏していると伝えられている。しかし、スーダン内戦の激化に伴い中央アフリカ共和国のオート・コト州へ逃亡。2024年4月7日、ワグネル・グループのロシア人傭兵がコニーの拘束を狙って潜伏先の村を襲撃したものの（2024 Haute-Kotto raid）、コニーは事前に逃亡したと伝えられている。

## 主張
コニーはLRAが十戒を守るために戦っていると主張する。
「そうだ、我々は十戒のために戦っている。」
「悪いか? 人権に反してはいないし、十戒はジョゼフが広めたのではない。LRAでもない。神から与えられたのだ。」

2006年7月31日、コニーはコンゴの森で紛争について協議するため北部ウガンダの様々な分野の指導者と会った。翌8月1日コニーは南スーダン自治政府の副大統領リエック・マチャルと会談するためにスーダンへ渡った。コニーは後にメディアに何も悪いことはしていないのでICCの法廷に立つつもりはないと語った。

2006年12月12日、コニーは国連の人道問題緊急援助調整官のヤン・エグランドと会談した。コニーはロイターに
「我々にこどもはいない。いるのは戦闘員だ。」
と語った。

## KONY 2012
2012年3月、NPO団体Invisible Children Incにより、コニーの2012年内の逮捕を目的としたキャンペーン、Kony 2012が開始され、同時に同題名の動画も発表された。YoutubeやVimeoなどの動画サイトで視聴でき、3月7日現在それぞれ40万、510万の再生回数を記録しているほか、同キャンペーンのウェブサイト上でも視聴できる。

## アメリカ政府の対応
9.11以降、米国はコニーをテロリスト、LRAをテロ組織に指定した。2008年11月、当時のジョージ・W・ブッシュ大統領はアメリカアフリカ軍にウガンダ軍と南スーダン軍の対LRA共同掃討作戦「ライトニング・サンダー」への支援を指示した。2010年5月にはバラク・オバマ大統領はLRAに関する法案に署名して2011年10月にはアメリカ軍を中央アフリカに展開させ、中央アフリカの森林地帯に潜伏するジョゼフ・コニーの追跡を行ってきたが、2013年3月、中央アフリカの政変で反政府勢力セレカが政権を掌握したため追跡を断念。代わりに国務省がジョゼフ・コニーの身柄拘束に500万ドル懸賞金をかけることとなった。

## 脚註
1. ↑  Profile: Uganda's LRA rebels, BBC News, 6 February 2004.
2. ↑  "Uganda rebel's mum in peace move" BBC News. 24 July 2006.
3. ↑  "The Woman Behind Uganda's Peace Hopes, Washington Post, 2007年7月10日。
4. ↑  Sam Farmar, "Profile: Ugandan rebel Joseph Kony", BBC
5. ↑  "Ugandan army 'kills senior rebel'." BBC News. 13 Aug 2006.
6. ↑  Warrant of Arrest unsealed against five LRA Commanders,International Criminal Court, 14 October 2005.
7. ↑  Muhumuza, Rodney (2012年3月23日). “Kony 2012: African Union ramps up hunt for Uganda rebel leader in wake of viral video”. Toronto Star. Associated Press 2012年3月23日閲覧。
8. ↑  "", AFP, 14 May 2012.
9. ↑  Baddorf, Zack (2017年4月20日). “Uganda Ends Its Hunt for Joseph Kony Empty-Handed”. The New York Times.  オリジナルの2018年1月7日時点におけるアーカイブ。 2017年4月21日閲覧。
10. ↑  ICC prosecutor seeks charges against Ugandan fugitive Joseph Kony, Al Jazeera, 2022.11.24
11. ↑  “Is Joseph Kony hiding in Darfur? – DW – 04/14/2022” (英語). dw.com. 2025年2月9日閲覧。
12. ↑  Sam Farmar, "I will use the Ten Commandments to liberate Uganda", The Times, June 28, 2006.
13. ↑  Opheera McDoom, "No deal after U.N. official meets Ugandan rebel Kony", Reuters, 12 Nov 2006.
14. ↑   "","Global BC",6 March 2012.
15. ↑  KONY 2012, ", "Youtube",5 March 2012.
16. ↑  KONY 2012,","Vimeo", 20 Feb 2012.
17. ↑  Philip T. Reeker (2001年12月6日). “Statement on the Designation of 39 Organizations on the USA PATRIOT Act's Terrorist Exclusion List”.   U.S. Department of State. 2015年12月8日閲覧。
18. ↑  Capaccio, Tony (2011年10月14日). “Obama Sends Troops Against Uganda Rebels”. ブルームバーグ 2015年12月8日閲覧。
19. ↑  Gettleman, Jeffrey; Schmitt, Eric (2009年2月6日). “U.S. Aided a Failed Plan to Rout Ugandan Rebels”. The New York Times 2012年3月12日閲覧。
20. ↑  Gerson, Michael (2011年1月26日). “Joseph Kony and the international effort to bring him to justice”. The Washington Post 2015年12月8日閲覧。
21. ↑  “米、ウガンダ「神の抵抗軍」司令官に懸賞金4億6000万円”. AFPBB News (フランス通信社). (2013年4月4日) 2013年4月4日閲覧。